# Андерссон, Рихард
Эрнст Христиан Рихард Андерссон (швед. Ernst Christian Richard Andersson; 22 августа 1851, Стокгольм — 20 мая 1918) — шведский пианист, музыкальный педагог и композитор.

## Биография
Окончил Стокгольмскую консерваторию (1874), ученик Хильды Тегерстрём. Затем учился в Германии, в том числе у Клары Шуман, Фридриха Киля, Карла Генриха Барта и Рихарда Вюрста.
В 1886 году основал в Стокгольме собственную музыкальную школу, к преподаванию в которой привлёк ряд видных музыкантов, в том числе Тура Аулина и Эмиля Шёгрена. Учениками этой школы были, в частности, Вильгельм Стенхаммар и Готфрид Боон, а также Астрид Бервальд, в дальнейшем её возглавившая. Позднее Андерссон преподавал и в Стокгольмской консерватории, с 1912 года — профессор.
В 1890 году был избран членом Королевской музыкальной академии.